# Варгас, Рей
Рей Варгас (исп. Rey Vargas; 25 ноября 1990; Мехико, Мексика) — мексиканский боксёр-профессионал. Чемпион мира во 2-й легчайшей (WBC, 2017—2020) и полулёгкой (WBC, 2022—н. в.) весовых категориях.
Лучшая позиция по рейтингу BoxRec — 4-я (март 2024), и являлся 2-м среди мексиканским боксёром полулегкой весовой категории, занимая 4-ю строчку рейтинга журнала «The Ring»: — входя в ТОП-5 лучших полулегковесов  мира.

## Любительская карьера

### Чемпионат Мексики 2007
Выступал в весовой категории до 54 кг. В финале проиграл Оскару Вальдесу.

### Чемпионат Мексики 2008
Выступал в весовой категории до 54 кг. В четвертьфинале победил Эдуардо Эрнандеса. В полуфинале победил Ивана Дельгадо. В финале победил Габриеля Переа.

### Панамериканский чемпионат 2009
Выступал в весовой категории до 54 кг. В четвертьфинале победил панамца Эверардо Кастильо. В полуфинале победил доминиканца Хуана Карлоса Пайано. В финале победил пуэрториканца Камило Переса.

### Чемпионат мира 2009
Выступал в весовой категории до 54 кг. В 1/32 финала проиграл англичанину Люку Кэмпбеллу.

## Профессиональная карьера
Дебютировал на профессиональном ринге 10 апреля 2010 года. Одержал победу нокаутом в 1-м раунде.
8 июня 2013 года нокаутировал во 2-м раунде бывшего претендента на титул чемпиона мира в двух весовых категориях мексиканца Сесилио Сантоса.
24 августа 2013 года нокаутировал в 4-м раунде бывшего претендента на титул чемпиона мира в двух весовых категориях филиппинца Хуанито Рубильяра.
15 марта 2014 года досрочно победил бывшего претендента на титул чемпиона мира во 2-м наилегчайшем весе филиппинца Сильвестра Лопеса.
1 ноября 2014 года во второй раз встретился с Сильвестром Лопесом. Одержал досрочную победу в 8-м раунде.
27 февраля 2016 года нокаутировал в 3-м раунде бывшего претендента на титул чемпиона мира в легчайшем весе мексиканца Кристиана Эскивеля.
11 июня 2016 года победил по очкам буркинийца Алексиса Каборе и стал обязательным претендентом на титул чемпиона мира во 2-м легчайшем весе по версии WBC.
3 сентября 2016 года нокаутировал в 5-м раунде экс-чемпиона мира во 2-м наилегчайшем весе венесуэльца Александра Муньоса.

### Чемпионский бой сГэвином Макдоннеллом
В конце 2016 года было объявлено, что 25 февраля 2017 года Варгас встретится с британцем Гэвином Макдоннеллом в поединке за вакантный титул чемпиона мира во 2-м легчайшем весе по версии WBC. Поединок продлился все 12 раундов. Один судья выставил ничью (114—114), двое судей отдали победу Варгасу (117—111 и 116—112).
26 августа 2017 года победил по очкам американца Ронни Риоса.
2 декабря 2017 года победил по очкам американца Оскара Негрете.
12 мая 2018 года победил по очкам армянина Азата Ованнисяна.
9 февраля 2019 года победил венесуэльца Франклина Манзанилью.
13 июля 2019 года победил экс-чемпиона мира в легчайшем весе японца Томоки Камэду.
В 2020 году получил травму ноги на тренировке из-за которой не сможет выходить на ринг до конца года. По этой причине, в августе, его лишили полноценного титула WBC и присвоили звание «чемпион в отпуске».

### Чемпионский бой с Марком Магсайо
9 июля 2022 года встретился с чемпионом мира в полулёгком весе по версии WBC не имеющим поражений филиппинцем Марком Магсайо. Одержал победу по очкам.

### Чемпионский бой с О’Шаки Фостером
11 февраля 2023 года встретился с американцем О'Шаки Фостером в бою за вакантный титул чемпиона мира во 2-м полулёгком весе по версии WBC. Проиграл по очкам.
8 марта 2024 года встретился с британцем Ником Боллом. По ходу боя был дважды в нокдауне (8 и 11 раундах). Поединок завершился вничью тем самым сохранил свой титул WBC в полулегком весе (до 57,2 кг).

## Статистика боёв
В таблице перечислены результаты всех поединков боксёров.
В каждой строке указан результат поединка. Дополнительно номер поединка обозначен цветом, который обозначает итог поединка. Расшифровка обозначений и цветов представлена в нижеследующей таблице.
| Пример | Расшифровка                     |
| ------ | ------------------------------- |
|        | Победа                          |
|        | Ничья                           |
|        | Поражение                       |
|        | Планируемый поединок            |
|        | Поединок признан несостоявшимся |
| КО     | Нокаут                          |
| ТКО    | Технический нокаут              |
| PTS    | Решение судей (по очкам)        |
| UD     | Единогласное решение судей      |
| MD     | Решение большинства судей       |
| SD     | Раздельное решение судей        |
| RTD    | Отказ от продолжения боя        |
| DQ     | Дисквалификация                 |
| NC     | Поединок признан несостоявшимся |

| 38 поединков, 36 побед (22 нокаутом), 1 поражение, 1 ничья. | 38 поединков, 36 побед (22 нокаутом), 1 поражение, 1 ничья. | 38 поединков, 36 побед (22 нокаутом), 1 поражение, 1 ничья. | 38 поединков, 36 побед (22 нокаутом), 1 поражение, 1 ничья.                                   | 38 поединков, 36 побед (22 нокаутом), 1 поражение, 1 ничья. | 38 поединков, 36 побед (22 нокаутом), 1 поражение, 1 ничья.                                                                                               | 38 поединков, 36 побед (22 нокаутом), 1 поражение, 1 ничья. |
| Бой                                                         | Дата                                                        | Соперник                                                    | Место боя                                                                                     | Результат                                                   | Данные о бое |                                                             |
| ----------------------------------------------------------- | ----------------------------------------------------------- | ----------------------------------------------------------- | --------------------------------------------------------------------------------------------- | ----------------------------------------------------------- | --- | ----------------------------------------------------------- |
| 38                                                          | 8 марта 2024                                                | Ник Болл (19-0)                                             | Kingdom Arena, Эр-Рияд, Саудовская Аравия                                                     | SD 12                                                       | Бой за титул чемпиона мира в полулёгком весе по версии WBC (1-я защита Варгаса). Варгас в нокдауне в 8-м и 11-м раундах. Счёт: 114-112, 113-113, 110-116. |                                                             |
| 37                                                          | 11 февраля 2023                                             | О'Шаки Фостер (19-2)                                        | Alamodome, Сан-Антонио, Техас, США                                                            | UD 12                                                       | Бой за вакантный титул чемпиона мира во 2-м полулёгком весе по версии WBC. Счёт: 111-117, 109-119, 112-116.                                               |                                                             |
| 36                                                          | 9 июля 2022                                                 | Марк Магсайо (24-0)                                         | Alamodome, Сан-Антонио, Техас, США                                                            | SD 12                                                       | Выиграл титул чемпиона мира в полулёгком весе по версии WBC (1-я защита Магсайо). Счёт: 113-114 и 115-112 (дважды).                                       |                                                             |
| 35                                                          | 6 ноября 2021                                               | Леонардо Баес (21-4)                                        | MGM Grand Garden Arena, Лас-Вегас, Невада, США                                                | UD 10                                                       | Счёт: 99-91 и 100-90 (дважды). |                                                             |
| 34                                                          | 13 июля 2019                                                | Томоки Камэда (36-2-0)                                      | Dignity Health Sports Park, Карсон, Калифорния, США                                           | UD 12                                                       | Чемпион мира во 2-м легчайшем весе по версии WBC (5-я защита Варгаса). Счёт: 117-110 (все).                                                               |                                                             |
| 33                                                          | 9 февраля 2019                                              | Франклин Манзанилья (18-4-0)                                | Fantasy Springs Resort Casino, Индио, Калифорния, США                                         | UD 12                                                       | Чемпион мира во 2-м легчайшем весе по версии WBC (4-я защита Варгаса). Варгас в нокдауне во 2-м раунде. Счёт: 117-108 (все).                              |                                                             |
| 32                                                          | 12 мая 2018                                                 | Азат Ованнисян (14-2-0)                                     | Turning Stone Resort Casino, Верона, Нью-Йорк, США                                            | UD 12                                                       | Чемпион мира во 2-м легчайшем весе по версии WBC (3-я защита Варгаса). Счёт: 116-112, 117-111, 118-110.                                                   |                                                             |
| 31                                                          | 2 декабря 2017                                              | Оскар Негрете (17-0-0)                                      | Мэдисон-сквер-гарден, Нью-Йорк, штат Нью-Йорк, США                                            | UD 12                                                       | Чемпион мира во 2-м легчайшем весе по версии WBC (2-я защита Варгаса). Счёт: 120-108 и 119-109 (дважды).                                                  |                                                             |
| 30                                                          | 26 августа 2017                                             | Ронни Риос} (28-1-0)                                        | Стабхаб Сентер, Карсон, Калифорния, США                                                       | UD 12                                                       | Чемпион мира во 2-м легчайшем весе по версии WBC (1-я защита Варгаса). Счёт: 115-113 и 118-110 (дважды).                                                  |                                                             |
| 29                                                          | 25 февраля 2017                                             | Гэвин Макдоннелл (16-0-2)                                   | Ice Arena, Кингстон-апон-Халл, Ист-Райдинг-оф-Йоркшир, Англия, Великобритания                 | MD 12                                                       | Вакантный титул чемпиона мира во 2-м легчайшем весе по версии WBC. Счёт судей: 114-114, 117-111, 116-112.                                                 |                                                             |
| 28                                                          | 3 сентября 2016                                             | Александр Муньос (38-6-0)                                   | Deportivo Zaragoza, Атисапан-де-Сарагоса, штат Мехико, Мексика                                | TKO 5 (12)                                                  | Вакантный титул WBC International Silver во 2-м легчайшем весе.                                                                                           |                                                             |
| 27                                                          | 11 июня 2016                                                | Алексис Каборе (25-1-0)                                     | Arena Coliseo, Мехико, Мексика                                                                | UD 12 (12)                                                  | Элиминатор WBC во 2-м легчайшем весе. Счёт судей: 120-108 (все).                                                                                          |                                                             |
| 26                                                          | 27 февраля 2016                                             | Кристиан Эскивель (28-8-0)                                  | Honda Center, Анахайм, Калифорния, США                                                        | TKO 3 (8)                                                   | |                                                             |
| 25                                                          | 5 сентября 2015                                             | Лусиан Гонсалес (21-8-2)                                    | Centro de Espectáculos del Recinto Ferial, Метепек, штат Мехико, Мексика                      | UD 8                                                        | Варгас в нокдауне во 2-м раунде. Счёт судей: 78-73, 78-74, 77-75.                                                                                         |                                                             |
| 24                                                          | 23 мая 2015                                                 | Эдуардо Мансито (13-1-2)                                    | Centro de Espectáculos del Recinto Ferial, Метепек, штат Мехико, Мексика                      | UD 10                                                       | Мансито в нокдауне в 1-м и во 2-м раундах. Счёт судей: 100-88 (все).                                                                                      |                                                             |
| 23                                                          | 24 января 2015                                              | Нестор Уго Паньягуа (25-7-2)                                | Centro de Convenciones Azul, Сиуатанехо, Герреро, Мексика                                     | TKO 2 (12)                                                  | Вакантный титул WBC International Silver во 2-м легчайшем весе. Паньягуа в нокдауне в 1-м раунде.                                                         |                                                             |
| 22                                                          | 1 ноября 2014                                               | Сильвестр Лопес (22-8-2)                                    | Arena Coliseo, Мехико, Мексика                                                                | TKO 8 (10)                                                  | Титул WBC Youth Silver во 2-м легчайшем весе (4-я защита Варгаса).                                                                                        |                                                             |
| 21                                                          | 23 августа 2014                                             | Даниель Феррерас (13-8-2)                                   | Convention Center Surman Villa de las Flores, Коакалько-де-Берриосабаль, штат Мехико, Мексика | TKO 2 (10)                                                  | Титул WBC Youth Silver во 2-м легчайшем весе (3-я защита Варгаса).                                                                                        |                                                             |
| 20                                                          | 14 июня 2014                                                | Вергел Небран (12-7-1)                                      | Explanada Municipal, Тлальнепантла-де-Бас, штат Мехико, Мексика                               | TKO 6 (10)                                                  | Титул WBC Youth Silver во 2-м легчайшем весе (2-я защита Варгаса).                                                                                        |                                                             |
| 19                                                          | 15 марта 2014                                               | Сильвестр Лопес (21-6-2)                                    | Estadio de Beisbol, Лос-Кабос, Южная Нижняя Калифорния, Мексика                               | RTD 7 (10)                                                  | Варгас в нокдауне во 2-м раунде. |                                                             |
| 18                                                          | 21 декабря 2013                                             | Эрни Санчес (14-4-0)                                        | Gimnasio Rodrigo M. Quevedo, Чиуауа, штат Чиуауа, Мексика                                     | UD 10                                                       | Титул WBC Youth Silver во 2-м легчайшем весе (1-я защита Варгаса). Счёт судей: 99-91 и 100-90 (дважды).                                                   |                                                             |
| 17                                                          | 26 октября 2013                                             | Юки Мураи (21-17-5)                                         | Deportivo Agustín Ramos Millan, Толука-де-Лердо, штат Мехико, Мексика                         | UD 10                                                       | Вакантный титул WBC Youth Silver во 2-м легчайшем весе.                                                                                                   |                                                             |
| 16                                                          | 24 августа 2013                                             | Хуанито Рубильяр (50-22-7)                                  | StubHub Center, Карсон, Калифорния, США                                                       | KO 4 (8)                                                    | Рубильяр в нокдауне в 4-м раунде. |                                                             |
| 15                                                          | 8 июня 2013                                                 | Сесилио Сантос (27-23-6)                                    | Monumental Villa Charra Carlos Bowser Gonzalez, Тихуана, Нижняя Калифорния, Мексика           | KO 2 (10)                                                   | Сантос в нокдауне во 2-м раунде. |                                                             |
| 14                                                          | 27 апреля 2013                                              | Сэйдзо Коно (13-4-1)                                        | Arena Mexico, Мехико, Мексика                                                                 | TKO 3 (12)                                                  | Вакантный титул WBC Youth Intercontinental во 2-м легчайшем весе. Коно два раза в нокдауне в 3-м раунде.                                                  |                                                             |
| 13                                                          | 22 декабря 2012                                             | Маркос Карденас (13-1-1)                                    | Auditorio del Bicentenario, Морелия, Мичоакан, Мексика                                        | TKO 5 (8)                                                   | |                                                             |
| 12                                                          | 2 июня 2012                                                 | Луис Луго (13-1-2)                                          | Coliseo Olimpico de la UG, Гвадалахара, Халиско, Мексика                                      | KO 5 (10)                                                   | |                                                             |
| 11                                                          | 25 февраля 2012                                             | Габриель Агильон (7-3-0)                                    | Coliseo Olimpico de la UG, Гвадалахара, Халиско, Мексика                                      | KO 1 (10)                                                   | Вакантный титул IBF Youth во 2-м легчайшем весе. Агильон два раза в нокдауне.                                                                             |                                                             |
| 10                                                          | 23 июля 2011                                                | Рене Васкес (0-7-0)                                         | Coliseo Olimpico de la UG, Гвадалахара, Халиско, Мексика                                      | TKO 2 (6)                                                   | |                                                             |
| 9                                                           | 25 марта 2011                                               | Хорхе Моралес (0-1-0)                                       | Arena Jalisco, Гвадалахара, Халиско, Мексика                                                  | TKO 2 (6)                                                   | |                                                             |
| 8                                                           | 26 февраля 2011                                             | Марио Альберто Гарсия (0-3-0)                               | Polyforum Zam Ná, Мерида, штат Юкатан, Мексика                                                | TKO 3 (8)                                                   | |                                                             |
| 7                                                           | 22 января 2011                                              | Хесус Сантильян (3-7-0)                                     | Arena Neza, Несауалькойотль, штат Мехико, Мексика                                             | TKO 7 (8)                                                   | |                                                             |
| 6                                                           | 6 ноября 2010                                               | Хорхе Отокани Рейносо (3-5-0)                               | Polyforum Zam Ná, Мерида, штат Юкатан, Мексика                                                | TKO 1 (6)                                                   | |                                                             |
| 5                                                           | 2 октября 2010                                              | Фабиан Руис (дебют)                                         | Coliseo Olimpico de la UG, Гвадалахара, Халиско, Мексика                                      | KO 1 (6)                                                    | |                                                             |
| 4                                                           | 4 сентября 2010                                             | Хосе Луис Медельин (2-0-0)                                  | Arena Solidaridad, Монтеррей, Нуэво-Леон, Мексика                                             | TKO 2 (4)                                                   | |                                                             |
| 3                                                           | 21 августа 2010                                             | Хуан Антонио Дуке (0-1-0)                                   | Arena Jalisco, Гвадалахара, Халиско, Мексика                                                  | TKO 2 (4)                                                   | |                                                             |
| 2                                                           | 29 мая 2010                                                 | Эктор Эснар Бобадилья (1-1-0)                               | Arena Tecate, Гвадалахара, Халиско, Мексика                                                   | UD 4                                                        | |                                                             |
| 1                                                           | 10 апреля 2010                                              | Клаудио Паласьос (дебют)                                    | Palenque de la Feria, Виктория-де-Дуранго, Дуранго, Мексика                                   | KO 1 (4)                                                    | |                                                             |
| Бой                                                         | Дата                                                        | Соперник                                                    | Место боя                                                                                     | Результат                                                   | Данные о бое |                                                             |

## Титулы

### Любительские
- 2007.  Серебряный призёр чемпионата Мексики в легчайшем весе (до 54 кг).
- 2008.  Чемпион Мексики в легчайшем весе (до 54 кг).
- 2009.  Победитель Панамериканского чемпионата в легчайшем весе (до 54 кг).

### Профессиональные

#### Мировые
- Чемпион мира во 2-м легчайшем весе по версии WBC (2017—2020).
- Чемпион мира в полулёгком весе по версии WBC (2022—н. в.).

#### Другие
- Титул IBF Youth во 2-м легчайшем весе (2012).
- Титул WBC Youth Intercontinental во 2-м легчайшем весе (2013).
- Титул WBC Youth Silver во 2-м легчайшем весе (2013—2014).
- Титул WBC International Silver во 2-м легчайшем весе (2015, 2016).